# Mussaenda magallanensis
Mussaenda magallanensis är en måreväxtart som beskrevs av Adolph Daniel Edward Elmer. Mussaenda magallanensis ingår i släktet Mussaenda och familjen måreväxter. Inga underarter finns listade i Catalogue of Life.